# リンツァーアーゲー (小惑星)
リンツァーアーゲー (7491 Linzerag) は、小惑星帯にある小惑星である。
ボローニャのサン・ヴィットーレ天文台 (Osservatorio San Vittore) で発見された。オーストリアのリンツに1947年に設立されたリンツ天文協会 (Linzer Astronomische Gemeinschaft) から命名された。